# Lux (Bazart)
Lux is een nummer van de Belgische indieband Bazart uit 2017. Het is de vijfde en laatste single van hun debuutalbum Echo.
"Lux" is het Latijnse woord voor licht. Het nummer begint traag, maar barst later open in een dansbaar refrein. Het nummer leverde de band een bescheiden hit op in België, waar het de 36e positie bereikte in de Vlaamse Ultratop 50.

## Tracklijst
- Muziekdownload

1. "Lux" - 3:38